# 37 mm armata Typ 11

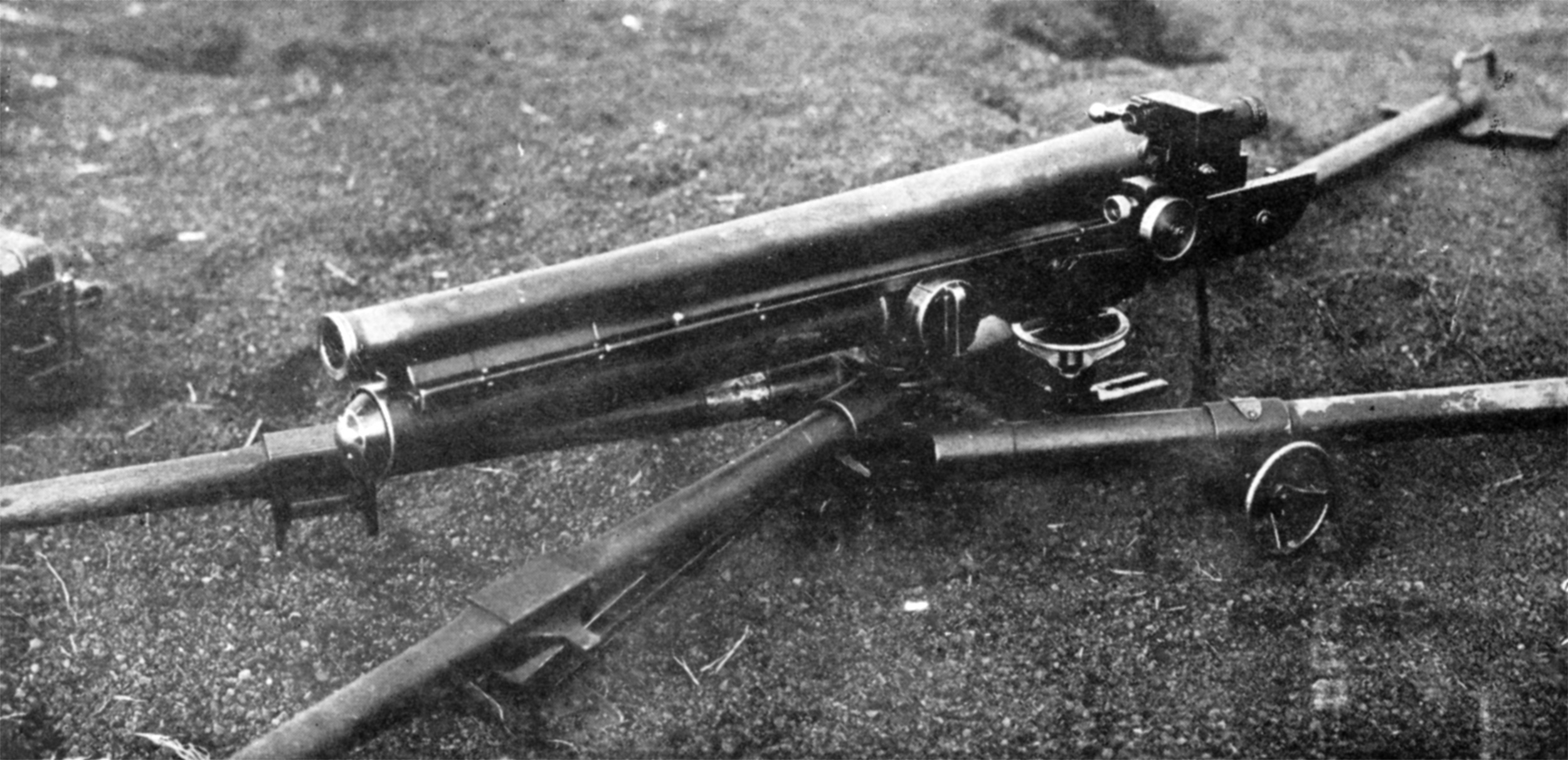
Działo piechoty Typ 11

Armata Typ 11 (jap. 十一年式平射歩兵砲 Jūichi-nenshiki-heisha-hohei-hō) – dosłownie "armata piechoty (do) strzelania płaskotorowego, model 11"), japońska armata piechoty kalibru 37 mm używana w okresie II wojny światowej. Używana była zazwyczaj do niszczenia stanowisk karabinów maszynowych i w założeniu miała stanowić także broń przeciwpancerną choć z powodu niskiej przebijalności pancerza do tej roli nie nadawała się już w momencie rozpoczęcia wojny. Armata powstała w 1922 i jeszcze przed rozpoczęciem wojny planowano ją wycofać ze służby i zastąpić nowszą armatą Typ 94, ale z powodu niskiej produkcji broni przez przemysł japoński pozostała na służbie do końca wojny.

## Dane taktyczno-techniczne
- Obsługa:  4
- Kaliber: 37 mm
- Masa bojowa: 93 kg
- Zasięg maksymalny: 5000 m
- Prędkość wylotowa pocisku: 450 m